# Sverre Riisnæs
Sverre Parelius Riisnæs est un juriste et homme politique norvégien né le 6 novembre 1897 à Vik et mort le 21 juin 1988 à Oslo.

## Biographie
Durant la Seconde Guerre mondiale, Riisnæs occupe le poste de ministre de la Justice au sein du Gouvernement national de Vidkun Quisling, et il joue donc un rôle important dans la collaboration avec l'occupant nazi. A la demande du Reichskommissar Josef Terboven, il promulgue notamment une loi rétroactive permettant l'exécution du policier Gunnar Eilifsen pour insubordination le 16 août 1943, ce qui suscite une certaine agitation à travers la Norvège, et jusque dans les rangs du gouvernement.
Après la libération du pays, il est traduit en justice pour haute trahison, mais il échappe à toute condamnation en raison de son comportement lors du procès, qui laisse penser qu'il est devenu fou (sans que l'on sache avec certitude s'il simulait ou non). Il est interné à l'hôpital psychiatrique de Reitgjerdet, à Trondheim, jusqu'en 1960, puis quitte le pays. Il ne rentre à Oslo qu'en 1985, trois ans avant sa mort.